# Yahya I ibn Muhàmmad
Yahya (I) ibn Muhàmmad (àrab: يحيى بن محمد, Yaḥyà b. Muḥammad) (829-863) fou emir idríssida del Magrib. Era fill de Muhàmmad ibn Idrís II i va succeir el seu germà Ali I ibn Muhammad que va morir jove i sense fills el gener del 849.
Va tenir un regnat pacífic durant el qual es van instal·lar a Fes i altres llocs nombrosos emigrants de l'Àndalus i altres d'Ifríqiya, de manera que la ciutat es va quedar petita per la població que hi havia de viure i es va engrandir amb diverses construccions incloent dues grans mesquites: la dels Qarawiyyín, és a dir la dels de Kayruan, i la dels Àndalusiyyín, la dels de l'Àndalus, les dues edificades el 859.
Com el seu germà, va morir encara bastant jove, el 863 (amb uns 35 anys, o menys). El va succeir el seu fill Yahya (II) ibn Yahya.